# Villa Bellevue (Trier)

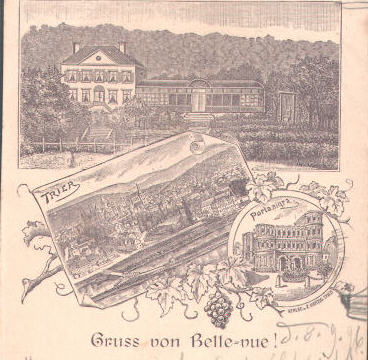
Ansicht von 1896

Die Villa Bellevue war ein klassizistisches Gebäude in Trier.

## Geschichte

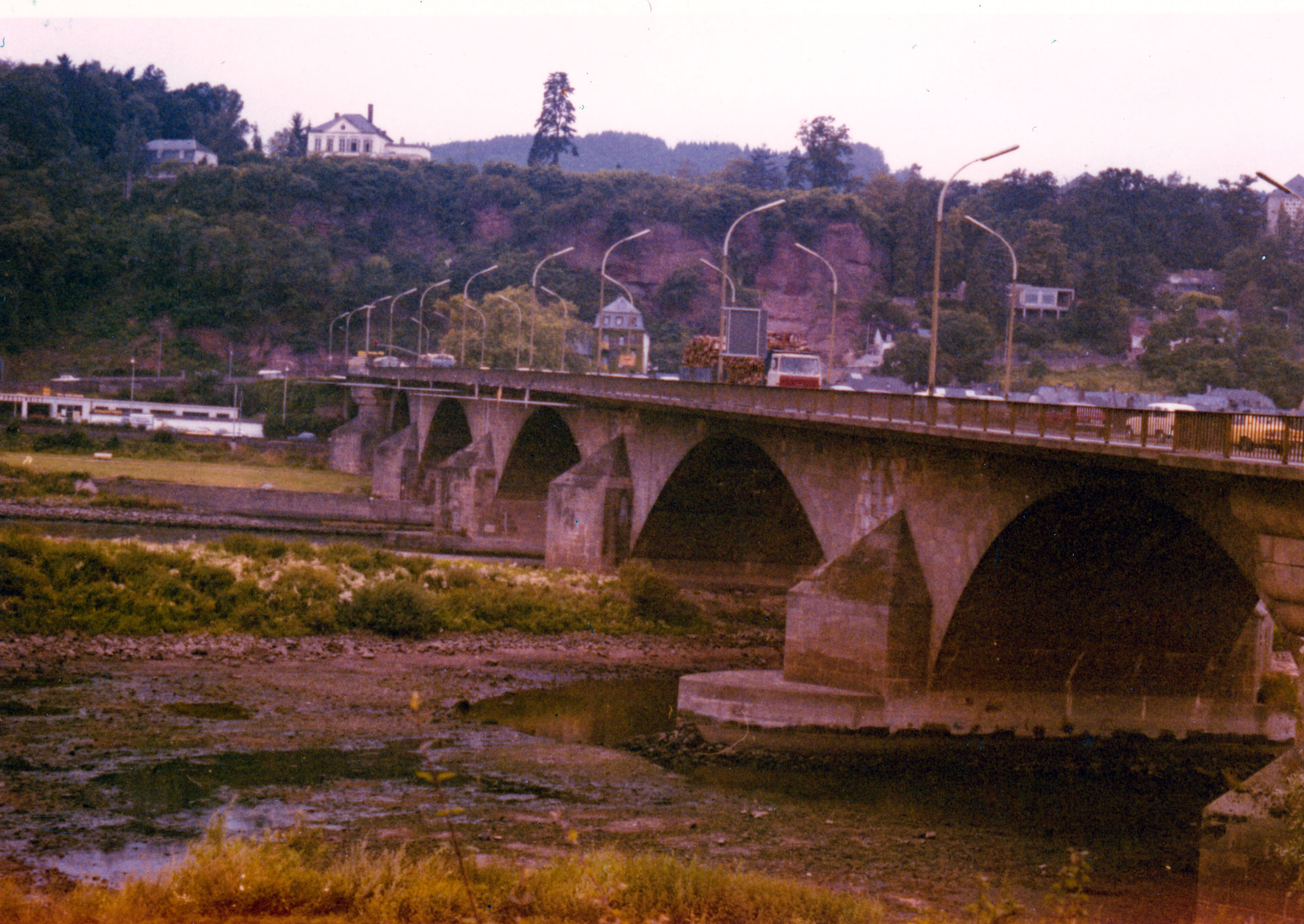
Kaiser-Wilhelm-Brücke mit Villa Bellevue (1974)

Die Villa Bellevue stand oberhalb der Kaiser-Wilhelm-Brücke in der Nähe des barocken Wettendorfshäuschens. Nach dem Tod Bernhard Heinrich Wettendorfs wurde das nach ihm benannte Gelände 1822 versteigert. Da Wettendorf das Anwesen parkähnlich gestaltet hatte, bot sich eine gastronomische Nutzung an. Ab 1824 beherbergte das Wettendorfshäuschen eine Gaststätte, und in den 1850er Jahren ließ der damalige Besitzer Jakob Kieffer die zunächst „Café Bellevue“ genannte Villa errichten. Die 1858 eröffnete Gaststätte Bellevue war aber weniger erfolgreich als der Betrieb im Wettendorfshäuschen und wurde 1871 an Hermann Brefeld, einen Rechtsanwalt aus Essen, verkauft. Dieser funktionierte den Gastronomiebetrieb in einen Privatwohnsitz um und führte den Namen „Villa Bellevue“ ein. 1884 ging die Villa für 22 000 Mark in den Besitz Bernhard Liesers über, der Wirt auf dem Schneidershof war. Lieser richtete wieder ein Gasthaus in dem Gebäude ein und ließ kurz darauf eine Glashalle anbauen. 1905 wurde die Villa Bellevue an den Trierer Bankier Adrian Reverchon verkauft, der die Villa zunächst noch an den Gastronomen Block verpachtete. 1912 wurde nach Fertigstellung der auf dem Grundstück errichteten Villa Reverchon der Betrieb endgültig eingestellt. In den folgenden Jahren diente die Villa als Wohnhaus für (Haus-)Angestellte der Familie Reverchon. 
1944 und 1945 war nach Berichten von Zeitzeugen in der (von der Wehrmacht beschlagnahmten) Villa Bellevue angeblich das Standgericht Trier untergebracht. Nach dem Ende des Krieges teilte die Familie Reverchon das Anwesen in zwei Grundstücke um die jeweiligen Villen und veräußerte diese, so dass seitdem die beiden Villen unterschiedliche Eigentümer hatten.

### Verfall, Denkmalschutz und Abriss

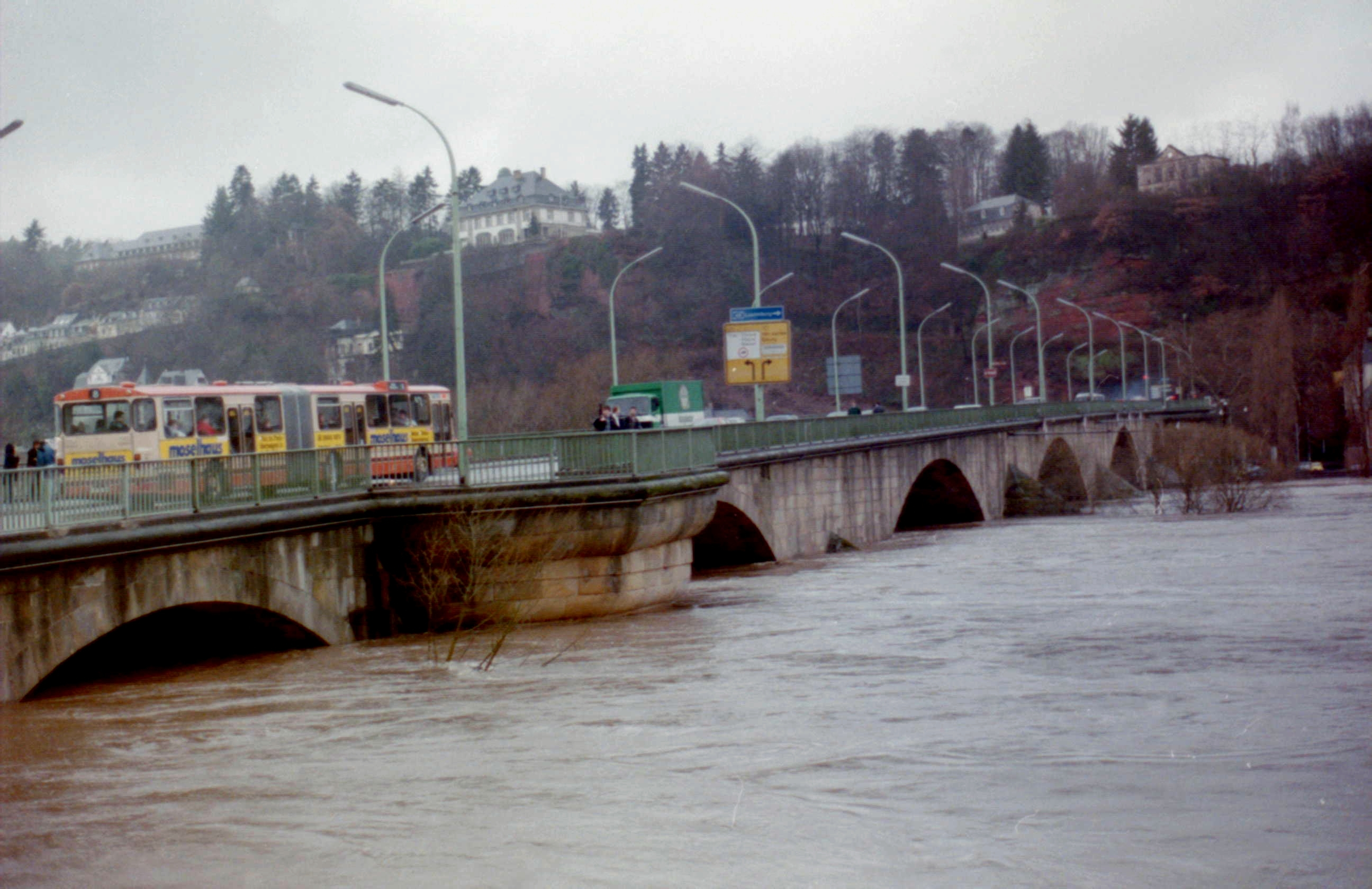
Kaiser-Wilhelm-Brücke mit Ruine der Villa Bellevue (1993)

Zu Beginn der 1980er Jahre setzte der Verfall des leerstehenden Hauses ein: Feuchtigkeit drang ein und die Tapeten lösten sich ab. Dabei kamen Wandmalereien aus dem 19. Jahrhundert zum Vorschein. Der Besitzer des Anwesens, der das Gelände um die Villa als Bauland erschließen wollte, ließ die Malereien ausbauen, ihr Verbleib ist unbekannt. Zugleich wurde die Treppe abgerissen und das Dach des Gebäudes beschädigt. Um einen Einsturz der Außenmauern zu verhindern entfernte man nach längerem Verfall die Reste der mittlerweile irreparablen Innenwände und Decken mit Zustimmung der Denkmalpflege; die damaligen Planungen sahen eine originalgetreue Restaurierung der Fassaden und einen modernen Innenausbau der Villa vor, wurden aber nicht umgesetzt.
1981 wurde das Gebäude formell unter Denkmalschutz gestellt, 1982 wies der Verein Trierisch im Neuen Trierischen Jahrbuch auf den Handlungsbedarf hin, doch verfiel das in Privatbesitz befindliche Gebäude, dessen Außenmauern noch in voller Höhe erhalten waren, nach wie vor. Die Unterschutzstellung wurde vermutlich 2009 aufgehoben.
Im November 2012, 100 Jahre nach Einstellung des Betriebes, wurden (von der Öffentlichkeit weitgehend unbemerkt) die Reste der Ruine abgetragen.